# El Salvador
För andra betydelser, se El Salvador (olika betydelser).
El Salvador, formellt Republiken El Salvador, är en stat vid den centralamerikanska stillahavskusten. Landet gränsar i väster till Guatemala och i norr och öster till Honduras. El Salvador är den minsta staten i Centralamerika och den enda utan kust mot Karibiska havet, men har dock kust mot Stilla havet.

## Historia

### Äldre historia
Ett uto-aztekiskt indianfolk, pipil, härskade i El Salvador innan spanjorerna kom på 1520-talet. Spanjorerna möttes av motstånd under flera decennier. En resning mot Spaniens herravälde ägde rum 1811 och El Salvador blev självständigt från Spanien 1821. Landet var med en kort tid i Mexikanska imperiet under Agustín de Iturbide och frigjorde sig från Centralamerikanska federationen 1838. Fullt självständigt blev dock inte landet förrän 1842. 1800-talet präglades av sociala orättvisor, en liten rik och konservativ elit av mark- och plantageägare styrde El Salvador som en oligarki medan resten av befolkningen levde i fattigdom och misär. All opposition krossades brutalt och landet knöt starka band till USA.

### 1900-talets historia
Under början av 1900-talet började den gamla samhällsordningen att sakta luckras upp i takt med att allt fler röster för politiska och sociala reformer höjdes och den styrande eliten fick allt svårare att ignorera dem.
Under 1930-talet började det på allvar komma krav på demokrati och sociala reformer. Ett stort bondeuppror bröt ut 1931, men krossades brutalt i en massaker där 30 000 människor dödades. Det blev inledningen på en blodig och turbulent tid i landets historia. Under de årtionden som följde skulle makten växla mellan civila och militära regeringar, men nästan samtliga av dessa kom att präglas av samma konservatism som tidigare, vilket fick till följd att väldigt lite förändrades. Vid två tillfällen under denna tid hade landet dock reforminriktade regeringar, dels under nio månader 1944 under Andrés Ignacio Menéndez, sedan ännu en gång 1960 efter det att flera tusen studenter vid Nationaluniversitetet hade protesterat mot att regimen upphävde de medborgerliga fri- och rättigheterna. Regeringen svarade med våld och detta blev en av orsakerna till att en grupp liberalt och socialistiskt orienterade officerare gjorde en kupp. De tillsatte en ny regering, kallad "Regeringsjuntan", som bestod av både civila och militärer. Den nya regeringen försökte tillmötesgå folket genom att påbörja genomförandet av en rad sociala och politiska reformer, men den hann bara sitta i tre månader innan den störtades av en motkupp stödd av den konservativa högern. De reformer som Regeringsjuntan påbörjat gick därmed om intet.
År 1969 utkämpades under sex dagar det så kallade fotbollskriget mot grannlandet Honduras. 
Vid presidentvalet 1972 kunde för första gången en centervänsterkoalition, UNO, ställa upp med en egen presidentkandidat, kristdemokraten José Napoleón Duarte. När valnämnden uppgav att UNO vunnit stoppade regeringen all nyhetsförmedling, och tre dagar senare meddelade valnämnden att Arturo Armando Molina från det konservativa PCN var den verkliga vinnaren. Liknande förhållanden rådde vid parlamentsvalen 1974 och 1976, och under presidentvalet 1977. Regeringen använde sig bland annat av misshandel av kandidater och rösträknare för att säkra sitt maktinnehav.

#### Inbördeskriget
År 1980 startade ett inbördeskrig som varade till 1992 och orsakade tiotusentals människors död. Kriget slutade med att regeringen och vänsterrebellerna skrev på ett avtal om militära och politiska reformer.
Efter valet 1977 slog regimen ned en massdemonstration som ordnats i protest mot valfusket. Hundratals demonstranter dödades. Strax därefter landsförvisades UNO:s högsta ledare och många av partiets anhängare greps, torterades eller mördades. Allt fler salvadoraner började anse att det var omöjligt att genomföra sociala förändringar på politisk väg utan sökte sig till andra medel. Några nöjde sig med militanta demonstrationer, strejker och fabriksockupationer. Andra startade gerillakrig i städerna. Personer som ansågs vara en del av förtryckarmaskineriet mördades. Man sprängde bomber. Man kidnappade makthavare och krävde en lösesumma. Regeringen och dess halvmilitära medborgargarden – "dödspatruller"  – svarade med våld mot ledare inom fackföreningar, bondeorganisationer, präster och aktiva kristna. Spänningen i landet steg och de kommande åren präglades av allt svårare politiska oroligheter.
I oktober 1979 avsattes presidenten, general Carlos Humberto Romero, genom en oblodig kupp genomförd av en grupp yngre officerare som ogillade regeringens massakrer på protesterande grupper. De ville återupprätta militärens "goda rykte". Ett antal civila politiker tog plats i den nya regeringen, som förklarade sig redo att genomföra reformer. Detta visade sig dock inte vara möjligt. USA utövade påtryckningar på makthavarna att insätta vissa militärer på nyckelbefattningar. I januari 1980 hade de flesta civila i regeringen antingen avgått eller tvingats att avgå från ledande befattningar då de ogillade att regeringen betedde sig som de tidigare regeringarna.
Utbildningsministern Salvador Samayoa, meddelade inför TV-kamerorna att han avgick och ämnade förena sig med en gerillagrupp.
Ärkebiskopen i San Salvador, Óscar Romero mördades i mars 1980. Han hade kritiserat regeringens kränkningar av de mänskliga rättigheterna och hade blivit en samlande kraft för den tidigare så splittrade oppositionen. Romero hade bland annat i ett öppet brev uppmanat USA:s president Jimmy Carter att upphöra med sitt militära bistånd till regeringen. Vid Romeros begravning dödades ett 50-tal människor och hundratals sårades av en bomb och gevärseld. En annan känd person som mördades under dessa år var Marianella García Villas.
Våldet fortsatte under större delen av 1980-talet. 1984 meddelade Amnesty International att man hade regelbundna rapporter om att salvadoranska armé- och säkerhetsförband var ansvariga för tortyr, "försvinnanden" och dödande av icke-stridande civila ur alla samhällsskikt i landet. Patienter påstods ha kastats ut ur sina sängar eller operationsbord, torterats och sedan mördats. Bland de slag av tortyr som rapporterades av dem som hade överlevt arrestering, förhör och misshandel, nämndes sexuella övergrepp, kemiska injektioner för att människor skulle desorienteras, skenrättegångar och användning av svavelsyra mot huden.
USA:s militära bistånd till El Salvador från 1980 fram till början av 1990-talet uppgick till flera miljarder dollar. En gemensam grupp för vapenkontroll och övervakning av utrikespolitiken tillsatt av både demokrater och republikaner i kongressen anklagade Reagan-administrationen i mitten av 1980-talet för att tillhandahålla "otillräcklig, missvisande och i vissa fall felaktig information" beträffande biståndet till El Salvador. Man drog slutsatsen att regeringen kategoriserade större delen av det militära biståndet som "utvecklingshjälp" och undervärderade de verkliga kostnaderna, även när de helt riktigt kategoriserades som militärt bistånd. USA:s militära närvaro i El Salvador begränsades officiellt till ditskickade rådgivare. Militären och CIA medverkade dock i större omfattning. Ett tjugotal amerikaner dödades då flygplan och helikoptrar störtade över stridsområdena.

#### Fredsavtal
I början av 1992 fick kriget ett officiellt slut, när en FN-kommission efter ett och ett halvt års arbete fick El Salvadors regering och gerillaorganisationen Frente Farabundo Martí para la Liberación Nacional (FMLN) att enas om ett eld-upphör och en fredsöverenskommelse. Gerillan lovade lämna ifrån sig sina vapen och regeringen lovade att genomföra en jordreform där flyktingar och gerillasoldater erbjöds jord. Regeringen förband sig även att acceptera FMLN som ett politiskt oppositionsparti i fortsättningen. Inbördeskriget hade kostat över 70 000 människoliv och fått mer än en miljon flyktingar att lämna landet.
Ett annat av villkoren i fredsöverenskommelsen var att FN skulle tillsätta en sanningskommission, som skulle "utreda de värsta våldshandlingarna efter 1980". Kommissionen presenterade i mars 1993 sin rapport. Den konstaterade bland annat att krigsmakten, som stöddes av regeringen och det civila etablissemanget, var den huvudsakliga förövaren av massakrer, tortyr och kidnappningar under inbördeskriget. Man krävde att fler än 40 höga militärer skulle avskedas. Flera vänsterledare anklagades för mord på elva borgmästare, och kommissionen krävde en särskild utredning av dödspatrullernas verksamhet. Den uttalade sig inte om USA:s roll i våldsdåden men anklagade USA för att inte ha ingripit mot salvadoraner i USA som hjälpte till att administrera dödspatrullernas verksamhet.

### Modern tid
Sedan inbördeskriget tagit slut har den politiska situationen i El Salvador förbättrats avsevärt, stegvis har avgörande steg mot demokrati tagits under 1990-talet och de senaste president- och parlamentsvalen i landet har betraktats som fria och demokratiska. Den konservativa högern organiserade sig på 1980-talet i partiet Alianza Republicana Nacionalista (ARENA)   och behöll makten fram till valet 2009 då det socialdemokratiska oppositionspartiet, och före detta gerillagruppen FMLN, gick segrande ur valet.
I presidentvalet 2019 segrade Nayib Bukele, en då 37-årig tidigare borgmästare i San Salvador som gick till val utan något av de två dominerande partierna i ryggen. Med sin hårdföra politik väcker Bukele oro för auktoritära tendenser, men han har vunnit stort väljarstöd med sin kamp mot gängbrottsligheten. Parlamentsvalet 2021 blev en jordskredsseger för Bukeles parti.

## Geografi

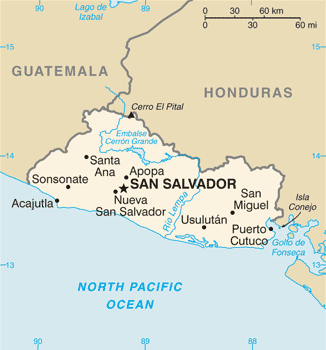
El Salvador

El Salvador ligger i Centralamerika. Det har en total yta på 21 040 km². Landet är stort som Uppland och Södermanland tillsammans och det minsta i kontinentala Amerika. 
El Salvador gränsar till Guatemala och Honduras, och är det enda centralamerikanska land som inte har en kust mot Västindien. Den högsta punkten i landet är Cerro El Pital (2 730 meter).

### Hydrografi
Inom landets gräns finns 320 km² vatten, och flera små floder flyter igenom El Salvador in i Stilla havet, bland annat Goascorán, Jiboa, Torola, Paz och Rio Grande de San Miguel. Bara den största floden, Lempa, som flyter från Honduras och genom El Salvador ut i havet, är farbar för kommersiella skepp. Det har bildats ett antal sjöar i vulkankratrar, de viktigaste är Ilopangosjön (70 km²) och Coatepeque (26 km²). Güija är landets största naturliga sjö (44 km²), och flera artificiella sjöar har skapats vid dammprojekt.

### Klimat
Längs kusten råder tropiskt klimat med en regntid från maj till oktober. I höglandet är klimatet tempererat. El Salvador kallas ibland Vulkanernas land och här förekommer ofta jordbävningar och vulkanisk aktivitet. Orkaner förekommer.

### Miljöproblem

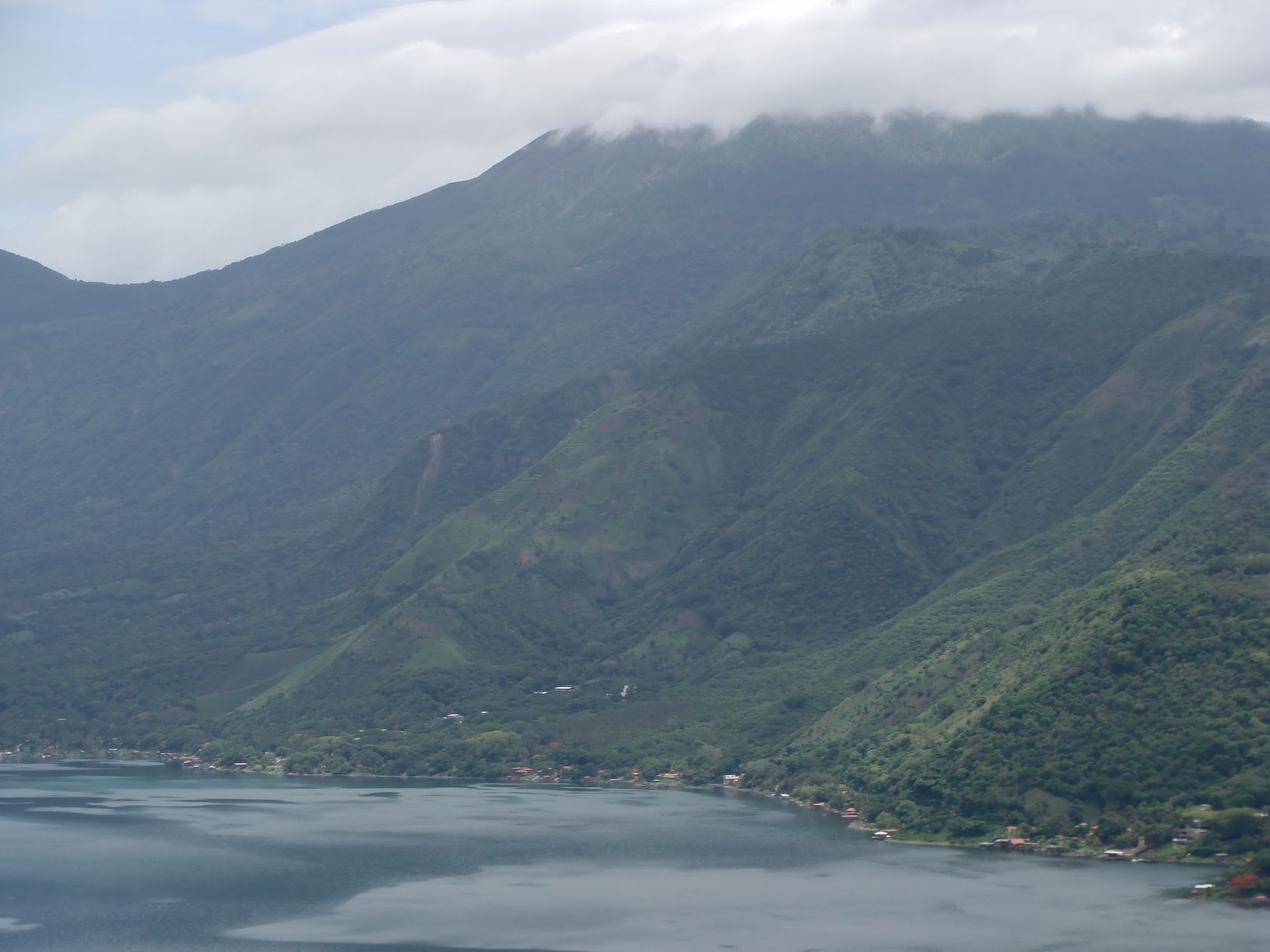
Ilamatepec-vulkanen

Några av El Salvadors miljöproblem är avskogning med åtföljande jorderosion, vattenföroreningar och att giftigt avfall förorenat en del av marken.

## Styre och politik

### Författning och styre
1983 års grundlag fastslår att El Salvador är en enhetsstatlig, demokratisk och presidentstyrd republik. Presidenten måste representera ett parti och väljs genom allmänna val för en femårsperiod utan möjlighet till omval. Om ingen kandidat får absolut majoritet i den första valomgången, hålls en andra omgång mellan de två med flest röster. Presidenten fungerar som både statschef och regeringschef och ansvarar för att utarbeta budgetar och lagförslag. Han leder även utrikespolitiken samt organiserar och styr landets försvar och säkerhetsstyrkor.
Den lagstiftande församlingen, kallad Asamblea Legislativa, består av 84 ledamöter som väljs i allmänna val för tre år i taget. Därmed sammanfaller president- och parlamentsval vart femtonde år (1994, 2009, 2024 och så vidare). Rösträttsåldern är 18 år, och sedan 2013 har salvadoraner bosatta utomlands också möjlighet att rösta.
Fredsavtalen från 1992 kompletterar grundlagen genom att inrätta ett valråd (Tribunal Supremo Electoral) med status som en egen statsmakt. Avtalen lade också grunden för landets människorättskommission och en nationell polisstyrka. Denna styrka skapades genom en sammanslagning av tre tidigare säkerhetsstyrkor och delar av rebellgruppen FMLN.

### Administrativ indelning

El Salvadors departement.

El Salvador är indelat i 14 departement (departamentos): Ahuachapan, Cabanas, Chalatenango, Cuscatlan, La Libertad, La Paz, La Union, Morazan, San Miguel, San Salvador, Santa Ana, San Vicente, Sonsonate och Usulutan.

## Ekonomi och infrastruktur

### Näringsliv
El Salvador är ett utvecklingsland vars ekonomi drabbades hårt av 1980-talets förhärjande inbördeskrig. Det är främst ett jordbruksland. Ett fåtal familjer har behärskat näringslivet och inkomstklyftorna är mycket stora. Storjordbruken är ensidigt inriktade på exportgrödor: kaffe, bomull och socker. Den stora massan försörjer sig som lantarbetare på plantagerna och odlar för eget bruk bland annat majs, hirs och bönor. En jordreform påbörjades 1980, men blev aldrig genomförd. Före krigsåren hade El Salvador byggt upp en industri som hörde till Centralamerikas främsta (livsmedel, verkstads- och kemiska produkter), men näringslivet ödelades av kriget och landet blev alltmer beroende av bistånd, som främst kom från USA.
Under senare år har El Salvadors ekonomi försvagats på grund av ett undermåligt skatteinbetalningssystem, nedläggning av fabriker, låga världsmarknadspriser på kaffe, orkanen Mitch 1998 och en förödande jordbävning 2001. Några positiva punkter är en låg inflation och att den sammanlagda exporten har ökat avsevärt. År 2010 beräknades 36,5 % av befolkning leva under fattigdomsgränsen.
El Salvador har valt att ensidigt införa USA-dollarn som valuta.
Den 8 juni 2021, på initiativ av president Bukele, infördes Bitcoin som valuta tillsammans med USA-dollarn. Kryptovalutan Bitcoin blir landets andra valuta, vid sidan av den amerikanska dollarn. Landet har ingen egen valuta sedan 2001.

#### Energi och råvaror
53,1 % av elektriciteten produceras av fossila bränslen, 31,3 % av vattenkraft och 15,5 % från övriga förnybara energikällor.

### Infrastruktur

#### Transporter
Den viktigaste hamnen för såväl import som export ligger i staden Acajutla.

#### Utbildning
Andelen läskunniga uppgick 2015 till 88,0 %. Den var högre bland män (90,4 %) än bland kvinnor (86,0 %).

## Befolkning
Folkräkningen 2007 gav ett resultat på 5,7 miljoner, nästan 20 procent lägre än vad som förväntades. Som förklaringar har framförts en kraftigt minskad nativitet samt ökad emigration, i huvudsak till USA där uppskattningsvis 2,5 miljoner salvadoraner har bosatt sig.

### Religion
År 2003 betecknade sig majoriteten av landets befolkning som katoliker (57,1 %). Den näst största religionen var protestantism )21,2 %) medan 16,8 procent inte bekände sig till någon religion alls. I El Salvador fanns även anhängare till Jehovas vittnen (1,9 %), mormoner medan andra religioner samlade 2,3 % av befolkningen.

### Sociala förhållanden

#### Barnarbete
År 2007 uppgick antalet barnarbetare (arbetande i åldern 5–17 år) till 179 303 barn, vilket motsvarade cirka fyra procent av barnen i den åldern. Enligt landets lagstiftning får dock barn under 14 år inte arbeta. Deras arbete är sällan formellt och det rådde 2018 brister i den uppföljning som gjordes av barnarbete i landet. Totalt beräknades cirka 100 000 barn arbeta 2018, främst inom jordbrukssektorn, handel och industri. Unicef gjorde bedömningen att antalet barnarbetare ökade under Covid-19-pandemin.

#### Ungdomsarbetslöshet
Ungdomsarbetslösheten uppgick 2013 till 12,4 %. Den var något lägre bland män, där den uppgick till 11,8 %, än bland kvinnor där den uppgick till 13,6 %.

### Hälsa
| Hiv och aids             | 2015   | 2023     |
| ------------------------ | ------ | -------- |
| Andel av befolkningen    | 0,51 % |          |
| Antal                    | 19 800 | 23 000 ▲ |
| Dödsfall per år          | 400    | <500     |
| Fetma                    | 2014   | 2016     |
| Andel av befolkningen    | 20,1 % | 24,6 % ▲ |
| Undervikt hos barn <5 år | 2014   | -        |
| Andel av befolkningen    | 5,0 %  |          |

## Internationella rankningar
| Organisation                                | Undersökning                   | Rankning   |
| ------------------------------------------- | ------------------------------ | ---------- |
| Heritage Foundation/The Wall Street Journal | Index of Economic Freedom 2019 | 84 av 180  |
| Reportrar utan gränser                      | Pressfrihetsindex 2019         | 81 av 180  |
| Transparency International                  | Korruptionsindex 2018          | 105 av 180 |
| FN:s utvecklingsprogram                     | Human Development Index 2018   | 124 av 189 |